# Laberweinting
Laberweinting település Németországban, azon belül Bajorországban. Lakosainak száma 3475 fő (2023. december 31.).

## Népesség
A település népessége az elmúlt években az alábbi módon változott:
| Lakosok száma | 493  | 1114 | 1881 | 3280 | 3330 | 3370 | 3397 | 3387 | 3424 | 3475 |
|               | 1875 | 1950 | 1975 | 1987 | 2012 | 2014 | 2016 | 2017 | 2021 | 2023 |